# 薩摩犬
薩摩犬（さつまいぬ）は、鹿児島県原産のかつて飼われていた日本犬である。

## 概要
薩摩犬は薩摩の猟犬としてイノシシ猟で活躍していた。また、ウサギを狩るのにとても適してた。西郷隆盛もこの犬を愛し、「ツン」という名前のメス犬をよくかわいがっていたという。上野駅の西郷隆盛像はこの薩摩犬を連れているとされるが、元となったのは海軍大将仁礼景範の愛犬「サワ」であり、銅像の姿形はツンのものではない。身近な犬種であったが他の犬種と交雑が進み、1920年代に純粋な犬種としては絶滅したと考えられていた。
昭和の終わりごろ、鹿児島県の旧下甑村の山中で純血種の血統を色濃く残した犬が生き延びていることがわかり、1989年から交配を重ね、1996年に血統が安定するといわれる4代目7匹に薩摩犬として初めて血統書が発行された。国および県の天然記念物には指定されていない。2000年までには100匹近くに数を増やしたが、保存会のその後の活動が頓挫し、2010年頃までに再び絶滅してしまった。
遺伝子研究によると琉球犬に近く、南アジアの犬と近縁であることが推測される。

## 特徴
- 中型犬
- 耳 - ピンと立っている
- 目 - 黒い瞳
- 脚 -
- 尾 - ピンと立った左尾で差し尾
- 体毛 - 赤、黒地に茶色
- 体高
- 性格 - 獰猛な性格であるが、穏和で従順なところもある。

## 保存会
- 2005年現在で、薩摩犬保存会が薩摩犬の保存を行っていた。なお、川上犬や琉球犬のような県の天然記念物への指定は、実現しなかった。